# Star Ocean: Blue Sphere
Star Ocean: Blue Sphere (яп. スターオーシャン ブルースフィア Сута: О:сян Буру: Суфиа, «Звёздный океан: Синяя Сфера») — японская ролевая игра с элементами экшна, третья игра в серии Star Ocean, прямой сиквел Star Ocean: The Second Story. Игра была разработана японской компанией tri-Ace и издана Enix 28 июня 2001 года для портативной приставки Game Boy Color только в Японии (западные версии планировались, но были отменены). 8 июня 2009 года был выпущен ремейк игры для мобильных телефонов. На данный момент данная игра является единственной в серии, не выходившей за пределами Японии.

## Игровой процесс
Как и предыдущие игры серии, Blue Sphere представляет собой японскую ролевую игру. Поскольку игра вышла на портативной консоли, игровой процесс претерпел изменения в сторону упрощения. Была изменена система создания предметов, индивидуальные действия стали автоматическими, битвы стали двухмерными, а случайные сражения убраны. Боевая система стала похожа на систему в серии Tales. В игре также планировался режим многопользовательских сражений, как между обладателями Game Boy Color, так и оригинального Game Boy .

## История
Игра берёт начало через два года после событий The Second Story и победой над десятью мудрецами. Рена, Леон и Присис живут вместе с Клодом на Земле. Эштон, Селин, Диас, Ноэл, Боуман и Тисато продолжают жить на Экспеле. Опера и Эрнест ищут сокровища на планете Эдифис. Присис получает сигнал SOS от Оперы, собирает всех (кроме Клода и Рены, которые выполняют миссию Галактической Федерации) и отправляется на собранном собственноручно корабле на помощь. Как и корабль Оперы, корабль Присис загадочным образом терпит крушение. Друзья оказываются в разных частях планеты и пытаются найти друг друга. Позднее на помощь прилетают Клод и Рена, но и их корабль терпит крушение. Клод заражается смертельной болезнью и из-за слабости не может дойти до деревни.

## Оценки прессы и продажи
Оригинальная версия для Game Boy Color была продана в количестве 130 000 копий в Японии. Журнал Famitsu оценил версию игры для Game Boy Color в 31 балл из 40 возможных.